# Jerlan Pernebekov
Jerlan Pernebekov (Kazachs: Ерлан Пернебеков) (Şımkent, 16 juni 1995 – Quito, 17 maart 2014) was een Kazachs wielrenner. Hij overleed in 2014 in Ecuador, waar hij met zijn ploeg Continental Team Astana op hoogtestage was.

## Carrière
Als junior werd Pernebekov in 2012 negende in het eindklassement van de Coupe du Président de la Ville de Grudziądz, een Poolse etappekoers. Op het wereldkampioenschap in en rond Valkenburg eindigde hij op plek 91 in de door Matej Mohorič gewonnen wegwedstrijd.
Het seizoen 2013 begon voor Pernebekov in India, waar in maart de continentale kampioenschappen werden verreden. In New Delhi kwam hij voor zijn landgenoot Dmitri Rive over de finish en kroonde zich zo tot Aziatisch kampioen bij de junioren. De Japanner Saya Kuroeda kwam ruim een minuut later als derde over de finish. In de Coupe du Président de la Ville de Grudziądz, die in april werd gehouden, eindigde Pernebekov op de vijfde plaats in het algemeen klassement. Tijdens de nationale kampioenschappen won hij de wegwedstrijd voor junioren door solo over de finish te komen. Later dat jaar werd hij onder meer vijftiende in de Trofeo Buffoni en nam hij voor de tweede maal deel aan het wereldkampioenschap, waar hij ditmaal op plek 52 eindigde. Zijn goede resultaten bezorgden hem voor 2014 een plek bij Continental Team Astana.
Voordat Pernebekov zijn seizoen zou starten ging hij met zijn ploeg op hoogtestage in Ecuador. Tijdens dat trainingskamp kreeg de Kazach een beroerte, waarna hij naar het ziekenhuis werd gevoerd. Na een paar dagen in kunstmatig coma te hebben gelegen overleed hij op 17 maart. Medische testen die drie weken voor het trainingskamp werden gedaan lieten geen gezondheidsproblemen zien. Aangezien Pernebekov de enige kostwinner in zijn familie was, werd door zijn ploeg een fonds opgezet. Later dat jaar werden meerdere renners van dezelfde Kazachse ploeg betrapt op het gebruik van doping, maar Pernebekovs dood is nooit gelinkt aan het gebruik van verboden middelen.

## Overwinningen
2013
 Aziatisch kampioen op de weg, Junioren
 Kazachs kampioen op de weg, Junioren

## Ploegen
- 2014 –  Continental Team Astana (tot 17 maart)

Axmetov · Ayazbajev · Benfatto · Bïjigitov · Davïdenok · Fedosejev · Gackïy · Galejev · Ïşanov · Koelimbetov · Majdos · Okïşev · Panassenko · Pernebekov · Qojatajev · Rive · Scartezzini · Semenov · Şemyakïn